# Ярино (Дивьинское сельское поселение)
Ярино — посёлок в Добрянском районе Пермского края. Входит в состав Дивьинского сельского поселения.

## Географическое положение
Расположен к северо-востоку от административного центра поселения, посёлка Дивья, и к востоку от райцентра, города Добрянка. К западу от Ярино протекает река Ярина, которая берёт начало примерно в 2 км к северу от посёлка. Одноимённая железнодорожная станция.

## Население
| 2010 |
| ---- |
| 432  |

## Топографические карты
- Лист карты O-40-54 Вильва. Масштаб: 1 : 100 000. Издание 1977 г.